# USS Hughes (DD-410)
USS Hughes (DD-410) byl americký torpédoborec třídy Sims. Hughes 10. března 1942 doprovázel letadlové lodi USS Yorktown a USS Lexington během amerického nájezdu na Lae a Salamauu. Účastnil se bitvy u Midway, přičemž zde doprovázel letadlovou loď Yorktown a během její obrany sestřelil dva torpédové bombardéry. Poté, co druhý den Yorktown torpédovala japonská ponorka, pronásledoval ji pomocí hlubinných pum a před jejím potopením převzal část trosečníků. Hughes dále bojoval v bitvě u ostrovů Santa Cruz a námořní bitvě u Guadalcanalu. Dále byl přítomen invazi na Gilbertovy ostrovy a v listopadu 1943 byl součástí doprovodu eskortních letadlových lodí, podporujících vylodění na atolu Makin. Zde byla eskortní letadlová loď USS Liscome Bay potopena ponorkou I-175. Hughes poté převzal část trosečníků. V lednu 1944 byla loď přítomna americké invazi na Marshallovy ostrovy a v druhé polovině roku 1944 se připojil k invazi na Filipíny. Zde byl 10. prosince 1944 zasažen a vážně poškozen japonským kamikaze. O dva měsíce později přistál v San Franciscu, kde prošel tříměsíční opravou. Poté byl nasazen při znovudobývání Aleut. Po skončení bojů byla loď ve službě až do srpna 1946, kdy byla vyřazena ze služby. Hughes byl potopen 4. dubna 1948 v rámci jaderných testů na atolu Bikini.